# ميكو ماكيلا
ميكو ماكيلا (بالفنلندية: Mikko Mäkelä)‏ هو لاعب هوكي الجليد فنلندي، ولد في 28 فبراير 1965 في تامبيري في فنلندا.

## وصلات خارجية
- ميكو ماكيلا على موقع دوري الهوكي الوطني (الإنجليزية)
- ميكو ماكيلا على موقع EliteProspects.com (الإنجليزية)
- ميكو ماكيلا على موقع Eurohockey.com (الإنجليزية)
- ميكو ماكيلا على موقع HockeyDB.com (الإنجليزية)
- ميكو ماكيلا على موقع Hockey-Reference.com (الإنجليزية)
- ميكو ماكيلا على موقع أوليمبيديا (الإنجليزية)